# 赤光の剣
赤光の剣（しゃっこうのつるぎ）は、2000年1月、高砂電器産業（後のコナミアミューズメント）によって開発・発売されたパチスロ機。4号機、A-400タイプ。保通協に登録された型式名は『シャッコウノツルギ』。

## 特徴
- 各リールに3連絵柄を導入。
- スペックはA-400とオーソドックス。しかしながら、裏モノによる侵食も多い。
- 告知ルーレットをパネル中央に設置。
- 謎の石碑（『弱き音が鳴りし時2つ目の音色に変化あらば…3つ目の音色変わりし時選択された衝撃あらば…心の弱き者は戦うべからず』）に勝利へのヒントが隠されている、とされる。
- 主なリーチ目は、3連絵柄の出現（成立ゲームでは出現しない）、ボーナス絵柄（赤7、青7、旗（赤光の剣））の一直線、青7ダブルテンパイ、赤7・リプレイ同時テンパイ、旗右上がりテンパイなど。

## スペック
- ボーナス確率

| 設定 | BIG確率 | REG確率 | 機械割 |
| ---- | ------- | ------- | ------ |
| 1    | 1/297.9 | 1/565.0 | 94.4%  |
| 2    | 1/277.7 | 1/565.0 | 97.2%  |
| 3    | 1/264.3 | 1/512.0 | 99.9%  |
| 4    | 1/252.1 | 1/481.9 | 102.5% |
| 5    | 1/240.9 | 1/455.1 | 105.4% |
| 6    | 1/240.9 | 1/364.1 | 108.2% |

メーカー発表値

## 演出
- 「イリュージョンフラッシュ」演出。
- リール窓が『赤光』になればボーナス確定。
- 全てのリールでストップ音が変化すると、ボーナス確定。
- 告知ルーレットで、必殺技選択演出へ発展。
  - 一閃翔（いっせんしょう）、雷撃剣（らいげきけん）、赤光裂斬（しゃっこうれつざん）